# ピンポン7
ピンポン7（ピンポンセブン、PING PONG 7）とは、テレビ東京で放送されている世界卓球選手権を宣伝するために結成された、テレビ東京史上初の公式アナウンサーユニットである。

## 概要
2009年、世界卓球2009横浜大会のPRのために、テレビ東京の女性アナウンサーの中から7人が選ばれて結成した。2010年、世界卓球2010モスクワ大会でも再度結成された。「7（セブン）」とはテレビ東京のリモコンキーIDに由来し、従来使用していたアナログチャンネル番号12からIDチャンネル7へ変更の周知徹底も目的としている。

## 特徴

### 活動
テレビだけでなく、広報イベント、雑誌（「B.L.T.」、「週刊プレイボーイ」）、インターネットと幅広い活動を行なった。

### コスチューム
2009年は上はピンクのノースリーブ、下は黒のミニスコート、白のひじを覆う手袋、マフラー、シューズを着用。2010年は上下赤で統一。全員シェークハンドラケットを持つ。主にCMなどで、ヴェネツィアンマスクを使うこともある。

## メンバー
全てテレビ東京アナウンサー（当時を含む）。

### 現在のメンバー
- 大橋未歩（リーダー、2009年・2010年）
- 松丸友紀（サブリーダー、2009年・2010年）
- 須黒清華（2009年・2010年）
- 前田海嘉（2009年・2010年）
- 相内優香（2009年・2010年）
- 秋元玲奈（2009年・2010年）
- 繁田美貴（2010年）

### 過去のメンバー
- 大竹佐知（2009年） - 結婚により2010年退社。

## 「ピンポン7」の出演番組
特に表記がない場合は全員出演。
- メガスポ!（2009年3月8日）
- FUJIWARAのありがたいと思えッ!（4月18日）
- キンコンヒルズ（卓球宣伝の特番、4月21日）
- ありえへん∞世界（4月22日）
- 世界を変える100人の日本人! JAPAN☆ALLSTARS（4月24日）
- アリケン（松丸・前田以外）
- 月刊MelodiX!（大竹・前田のみ、以上4月25日）
- やりすぎコージー（4月27日）
- ペット大集合!ポチたま（5月1日）
- 有田&山崎のひきだし太郎（大橋・大竹・前田・秋元のみ、5月2日）
- ボニータ!ボニータ!! 〜名古屋ガールズコレクション〜（テレビ愛知、大竹・前田・秋元のみ、5月3日）

ほかに、「世界卓球2009」オススメなどの番組宣伝番組。